# Anna Kornecka
Anna Kornecka z domu Iwanowska (ur. 23 sierpnia 1914 w Wilnie, zm. 14 października 2017) – polska agrotechnik, działaczka sportowa na rzecz młodzieży szkolnej. Dama Krzyża Komandorskiego Orderu Odrodzenia Polski, wyróżniona medalem Sprawiedliwy wśród Narodów Świata. Dama Zakonu Rycerskiego Świętego Grobu Bożego w Jerozolimie.

## Życiorys
Córka Wacława Iwanowskiego (Wacłau Iwanouski) i Sabiny z Jaczynowskich, urodzona w Wilnie, gdzie uczęszczała do Gimnazjum im. Elizy Orzeszkowej. Tytuł magistra inżyniera agrotechniki uzyskała w Szkole Głównej Gospodarstwa Wiejskiego w Warszawie. Podczas okupacji niemieckiej w trakcie II wojny światowej wraz z matką, siostrą Ojca Heleną z Iwanowskich Skinderową i dzierżawcą Adolfem Danilewiczem, na prośbę ojca Wacława ukrywali w Rohaczowszczyźnie dwie kobiety pochodzenia żydowskiego: Marię Altberg-Arnoldową (1893–1995) i Emmę Altberg (1889–1983). Po aresztowaniu przez gestapo, Anna Kornecka więziona była w Lidzie. Po zakończeniu działań wojennych pracowała w Warszawie w ramach Wydziału Żywności United Nations Relief and Rehabilitation Administration (UNRRA) oraz Misji FAO. Była również pracownikiem Katedry Żywienia Szkoły Głównej Gospodarstwa Wiejskiego w Warszawie oraz Instytutu Żywności i Żywienia. W 2001 została wyróżniona medalem Sprawiedliwy wśród Narodów Świata.
Jej bracia, Stefan, Wacław i przyrodni brat Piotr, żołnierze Armii Krajowej polegli w 1944 roku.
Mąż Anny, Jerzy Kornecki, był adwokatem.

## Wybrane odznaczenia
- Krzyż Komandorski Orderu Odrodzenia Polski (2009)[5]
- Złoty krzyż Orderu Gloria (2014)[6]
- Sprawiedliwy wśród Narodów Świata